# Montana Colors
Montana Colors är ett spanskt företag som startade 1994 och gör främst sprayfärg, men också markers/märkpennor och ink/bläck som man påfyller pennorna med. Montana colors anses vara de första som startade att göra sprayfärg specialgjord för graffiti.[källa behövs]